# Конюшков, Богдан Романович
Богда́н Рома́нович Конюшко́в (род. 20 декабря 2002, Пенза) — российский хоккеист, защитник нижегородского «Торпедо», выступающего в КХЛ. Мастер спорта России (2024).

## Биография
Воспитанник пензенского «Дизеля», занимался под руководством Алексея Медведева. В сезонах 2019/20—2021/22 выступал за молодёжную команду «Дизелист» в НМХЛ: в регулярном чемпионате и плей-офф провёл 84 матча, набрал 34 (17+17) очка. Также в сезоне 2021/22 сыграл в ВХЛ за «Дизель» в регулярном чемпионате 41 матч, набрав 8 (2+6) очков.
С сезона 2022/23 выступает за нижегородское «Торпедо». Дебютировал в КХЛ 3 сентября 2022 года в домашнем матче против магнитогорского «Металлурга» (4:5). По итогам седьмой игровой недели (10—16 октября 2022) был признан лучшим новичком лиги. В составе молодёжной команды «Чайка» стал обладателем Кубка Харламова 2023.